# Statistik der Neuen Religionen in Japan
Dieser Artikel beinhaltet Statistiken über die vorwiegenden Neuen Religionen in Japan.
Die Unterscheidung in vier verschiedene Perioden erfolgte durch Shimazono, der die Daten zusammengetragen hat. Die Tabelle ist unterteilt in fünf Spalten, die folgende Informationen enthalten:
Gängiger Name der Neuen Religion, bzw. der Neuen Religiösen Bewegung bzw. der buddhistischen/shintistoistischen Sekte; Name des Gründers und Geburtsdaten; Gründungsjahr; Anzahl der Anhänger bzw. Mitglieder in den Jahren 1954, 1974 und 1990.
Die Zahlen sind z. T. grobe Richtwerte. Generell sind die Zahlen mit einer gewissen Vorsicht zu genießen, da sie aus sowohl unterschiedlichen Quellen stammen als auch mit verschiedenen Erhebungsmethoden zusammengetragen wurden. Einige Zahlen fußen auf der Selbstauskunft der jeweiligen Organisationen. Dabei ist besonders zu beachten, dass hier verschiedene Interessen aufeinanderprallen, die eventuell zu einer Verfälschung der Zahlen führen konnten.
| Organisation                                        | Gründer                                                   | Gründungsdatum | Mitgliederzahl | Mitgliederzahl | Mitgliederzahl               |
| Organisation                                        | Gründer                                                   | Gründungsdatum | 1954           | 1974           | 1990                         |
| --------------------------------------------------- | --------------------------------------------------------- | -------------- | -------------- | -------------- | ---------------------------- |
| 1. Periode                                          |                                                           |                |                |                |                              |
| Nyorai-kyō                                          | Isson-myorai Kino (1756–1826)                             | 1802           | 75.480         | 33.674         | 27.131                       |
| Tenri-kyō                                           | Nakayama Miki (1798–1887)                                 | 1838           | 1.912.208      | 2.298.420      | 1.839.009                    |
| Kurozumi-kyō                                        | Kurozumi Munetada (1780–1850)                             | 1814           | 715.650        | 407.558        | 295.225                      |
| Konkō-kyō                                           | Konkō Daijin (1814–1883)                                  | 1859           | 646.206        | 500.868        | 442.584                      |
| Honmon Butsuryū-shū                                 | Nagamatsu Nissen (1817–1890)                              | 1857           | 339.800        | 515.911        | 526.337                      |
| Maruyama-kyō                                        | Itō Rokurōbei (1829–1894)                                 | 1870           | 92.011         | 3.200          | 10.725                       |
| 2. Periode                                          |                                                           |                |                |                |                              |
| Ōmoto-kyō                                           | Deguchi Nao (1837–1918) Deguchi Onisaburō (1871–1948)     | 1899           | 73.604         | 153.397        | 172.460                      |
| Nakayama-Shingoshō-shū                              | Kihara Matsutarō (1870–1942)                              | 1912           | 282.650        | 467.910        | 382.040                      |
| Honmichi                                            | Ōnishi Aijirō (1881–1958)                                 | 1913           | 225.386        | 288.700        | 316.825                      |
| 3. Periode                                          |                                                           |                |                |                |                              |
| Ennō-kyō                                            | Fukada Chiyoko (1887–1925)                                | 1919           | 71.654         | 266.782        | 419.452                      |
| Nenpō-shinkyō                                       | Ogura Reigen (1886–1982)                                  | 1925           | 153.846        | 751.214        | 807.486                      |
| Reiyū-kai                                           | Kubo Kakutarō (1892–1944)                                 | 1924           | 2.284.172      | 2.477.907      | 3.202.172                    |
| Perfect Liberty Kyōdan                              | Miki Tokuharu (1871–1938) Miki Tokuchika (1900–1983)      | (1925) 1946    | 500.950        | 2.520.430      | 1.259.064                    |
| Seichō-no-Ie                                        | Taniguchi Masaharu (1893–1985)                            | 1930           | 1.461.604      | 2.375.705      | 838.496                      |
| Sōka Gakkai                                         | Makiguchi Tsunesaburō (1871–1944) Toda Jōsei (1900–1956)  | 1930           | 341.146        | 16.111.375     | 17.736.757                   |
| Sekai Kyūsei-kyō                                    | Okada Mokichi (1882–1955)                                 | 1935           | 373.173        | 661.263        | 835.756                      |
| Shinnyoen                                           | Itō Shinjō (1906–1956)                                    | 1936           | 155.500        | 296.514        | 679.414                      |
| Kōdō Kyōdan                                         | Okano Shōdō (1900–1978)                                   | 1936           | 172.671        | 417.638        | 400.720                      |
| Risshō Kōseikai                                     | Naganuma Myōkō (1889–1957) Niwano Nikkyō (1906–1999)      | 1938           | 1.041.124      | 4.562.304      | 6.348.120                    |
| Bussho Gonenkai Kyōdan                              | Sekiguchi Kaichi (1897–1961) Sekiguchi Tomino (1905–1990) | 1950           | 352.170        | 1.210.227      | 2.196.813                    |
| Tenshō Kōtai Jingū-kyō                              | Kitamura Sayo (1900–1967)                                 | 1945           | 89.374         | 386.062        | 439.011                      |
| Zenrin-kyō                                          | Rikihisa Tatsusai (1906–1977)                             | 1947           | 404.157        | 483.239        | 513.321                      |
| Myōchikai Kyōdan                                    | Miyamoto Mitsu (1900–1984)                                | 1950           | 515.122        | 673.913        | 962.611                      |
| 4. Periode (2. Nachkriegsperiode, Shin-shin-shūkyō) |                                                           |                |                |                |                              |
| Ōyama Nezunomikoto Shinji Kyōkai                    | Inaii Sadao (1906–1988)                                   | 1948           |                | 59.493         | 826.022                      |
| Byakkō Shinkō-kai                                   | Goi Masahisa (1916–1980)                                  | 1951           |                |                | 500.000                      |
| Agon-shū                                            | Kiriyama Seiyū (1921-)                                    | 1954           |                | 500            | 206.606                      |
| Reiha-no-Hikari Kyōkai                              | Hase Yoshio (1915–1984)                                   | 1954           |                |                | 761.175                      |
| Jōdoshinshū Shinran-kai                             | Takamori Kentetsu (1934-)                                 | 1958           |                |                | 100.000                      |
| Vereinigungskirche                                  | Moon Sun Myung (1920-)                                    | 1959           |                |                |                              |
| Sekai Mahikari Bunmei Kyōdan                        | Okada Kōtama (1901–1974)                                  | 1959           |                |                | 97.838                       |
| Sūkyō Mahikari                                      |                                                           | 1978           |                |                | 501.328                      |
| Honbushin                                           | Ōnishi Tama (1916–1969)                                   | 1961           |                |                | 900.000                      |
| God Light Association Sōgō Honbu                    | Takahashi Shinji (1927–1976)                              | 1969           |                |                | 12.981                       |
| Shinji Shūmei-kai                                   | Koyama Mihoko (1910-)                                     | 1970           |                |                | 1988: 440.000                |
| Nihon Seidō Kyōdan                                  | Iwasaki Shōkō (1934-)                                     | 1974           |                |                | 69.450                       |
| Extra-Sensory-Perception Kagaku Kenkyūjo            | Ishii Katao (1918-)                                       | 1975           |                |                | 16.000                       |
| Ho-no-Hana Sanpōgyō                                 | Fukunaga Hōgen (1945-)                                    | 1980           |                |                | 70.000                       |
| Japanische Raelianer                                | Claude Raël (1946-)                                       | 1980           |                |                | 3.000                        |
| Yamato-no-Miya                                      | Ajiki Tenkei (1952-)                                      | 1981           |                |                | 5.000                        |
| Ōmu Shinri-kyō                                      | Asahara Shōkō (1955–2018)                                 | 1984           |                |                |                              |
| Worldmate                                           | Fukami Seizan (1951-)                                     | 1986           |                |                | 30.000                       |
| Kōfuku no Kagaku                                    | Ōkawa Ryūhō (1956-)                                       | 1986           |                |                | 1989: 13.300 1991: 1.527.278 |